# Перасдорф
Перасдорф (нім. Perasdorf) — громада в Німеччині, розташована в землі Баварія. Підпорядковується адміністративному округу Нижня Баварія. Входить до складу району Штраубінг-Боген. Складова частина об'єднання громад Шварцах.
Площа — 16,05 км2. Населення становить 535 ос. (станом на 31 грудня 2020).